# Universiteit van Fordham

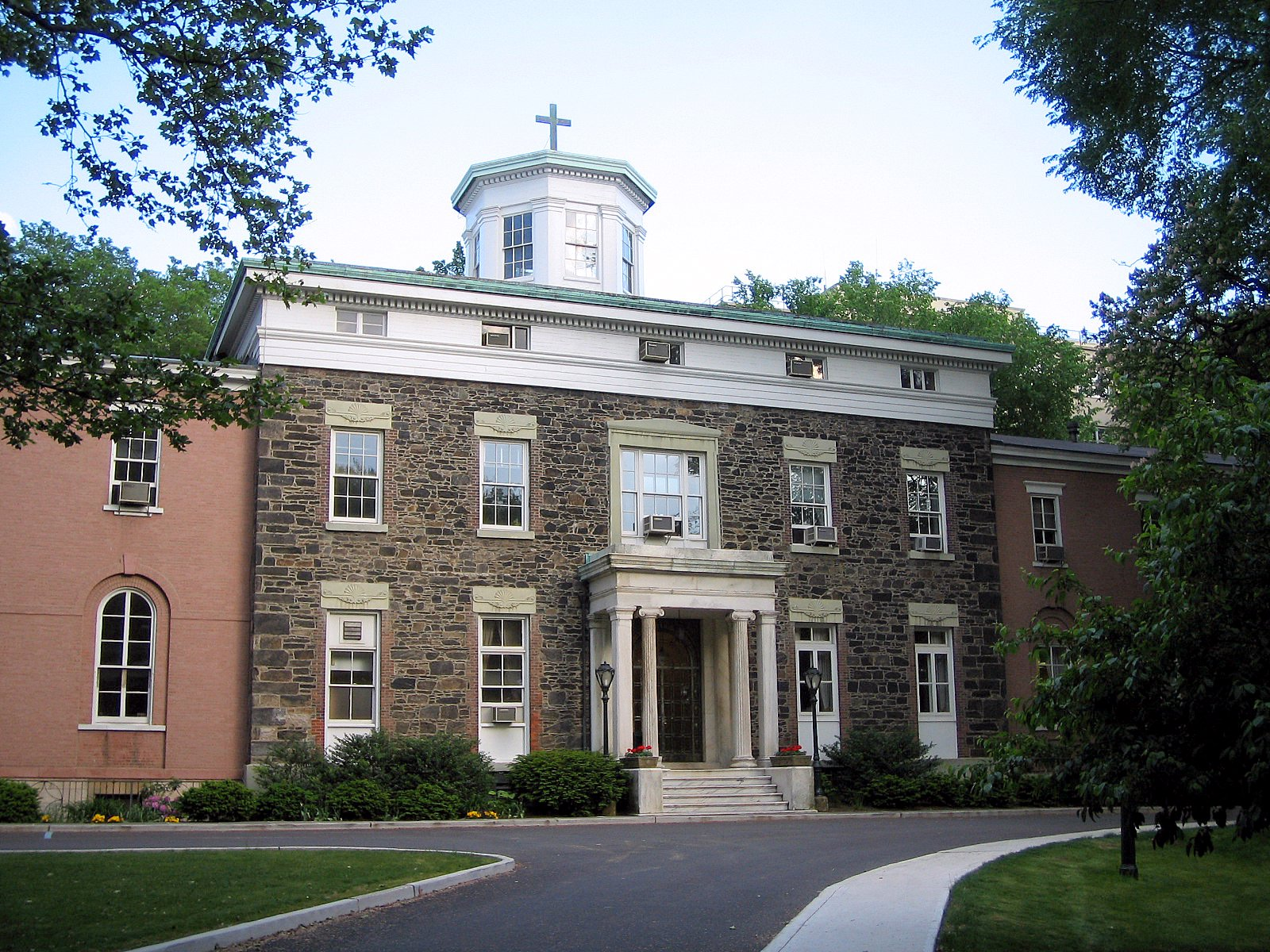
Bestuursgebouw Universiteit van Fordham

De Universiteit  van Fordham (Engels: Fordham University)  is een katholieke Amerikaanse universiteit in New York, genoemd naar de buurt Fordham in het stadsdeel The Bronx. Zij wordt beschouwd als een onafhankelijke instelling, maar heeft wel nog sterke banden met haar jezuïetenerfenis. De universiteit maakt deel uit van de 28 instellingen die lid zijn van de "vereniging van colleges en jezuïetenuniversiteiten" (Association of Jesuit Colleges and Universities). Fordham had in 2003 ongeveer 15.000 studenten. 
De instelling werd in 1841 opgericht door de latere aartsbisschop van New York, John Hughes, als Saint John's College.
Bekende oud-studenten zijn de schrijver Don DeLillo, de acteurs Alan Alda, Denzel Washington, Amanda Seyfried, Hunter Tylo, Patricia Clarkson, Hilarie Burton, Lana Del Rey, de zangeres Faith Evans en de miljardair en president van de Verenigde Staten van Amerika Donald Trump. Kardinaal Avery Dulles was er een bekend docent theologie.